# Luis Lucas Alcaraz González
Luis Lucas Alcaraz González (Granada, Andalusia, 21 de juny de 1966) és un entrenador de futbol andalús.

## Carrera esportiva
Alcaraz va començar entrenant el Granada CF el 1995 quan només tenia 29 anys, i hi va assolir dues classificacions entre els quatre primers a la segona B en tres anys, tot i que no va poder promocionar, en caure als playoffs. Les següents dues temporades va entrenar altres dos equips andalusos de Segona B, la UD Almería i el Dos Hermanas CF, patint el descens amb aquest segon equip.
El juny de 2000, un Alcaraz de 34 anys va signar pel Recreativo de Huelva, i va portar el club més antic d'Espanya a la lliga BBVA després d'una absència de 23 anys, el 2002, en quedar tercer rere els campions Atlètic de Madrid i Racing de Santander. Malgrat que el Recre va tornar a baixar en una temporada, també va aconseguir arribar a la final de la Copa del Rei, que va perdre per 0–3 amb el RCD Mallorca.
Alcaraz va anar després al Racing de Santander, però fou destituït a mitjan temporada 2004–05 degut als mals resultats. Va passar les següents temporades a la segona divisió, fent que el Reial Múrcia promocionés el 2007 tot i que perdé novament la categoria l'any següent – el van fer fora el 6 de març de 2008 – i va patir el mateix destí amb el seu club següent, el Recreativo.
L'estiu de 2009 Alcaraz va fitxar per un altre equip andalús, el Córdoba CF (de segona divisió), amb el qual fou desè en la seva primera temporada. A les darreries de juny de 2011, va retornar a l'Almería – llavors ja anomenat Unión Deportiva – acabat de descendir de la primera divisió.
El 3 d'abril de 2012, després d'haver fet només quatre punts en sis partits, sense cap victòria, Alcaraz fou destituït en el càrrec. El 30 de gener de l'any següent, després d'un breu pas per l'Aris Thessaloniki FC grec, va tornar a Granada, amb el club a primera divisió.
Alcaraz fou fitxat pel Llevant UE el 21 d'octubre de 2014, per substituir el cessat José Luis Mendilibar després de tot just vuit jornades de lliga. Fou destituït 
l'octubre de 2015, amb l'equip com a cuer de la lliga, i substituït per Rubi.
L'11 de juny de 2016, Alcaraz fou anunciat com a nou tècnic de l'Elx CF, però va renunciar al càrrec només sis dies més tard. L'octubre de 2016 s'anuncià el seu fitxatge pel Granada CF, equip que dirigiria per tercera etapa, i on arribà en substitució del destituït Paco Jémez.
Amb l'equip penúltim a la lliga, Alcaraz fou rellevat del seu càrrec l'abril de 2017. Tres dies després, fou nomenat seleccionador d'Algèria.

## Vida personal
El pare d'Alcaraz, Felipe, fou polític i escriptor, i durant molt de temps el secretari general del Partit Comunista d'Andalusia.